# Glinton
Glinton är en ort och civil parish i Storbritannien.   Den ligger i kommunen City of Peterborough i riksdelen England, i den sydöstra delen av landet, 130 km norr om huvudstaden London. Glinton ligger 14 meter över havet och antalet invånare är 1 791.
Terrängen runt Glinton är platt. Runt Glinton är det tätbefolkat, med 459 invånare per kvadratkilometer. Närmaste större samhälle är Peterborough, 8,0 km söder om Glinton. Runt Glinton är det i huvudsak tätbebyggt.